# Łysienie plackowate rzekome
Łysienie plackowate rzekome – rodzaj łysienia plackowatego objawiający się występowaniem wyłysiałych ognisk na skórze głowy, przybierających różnego rodzaju kształty.

## Przyczyny
Jako przyczynę powstania choroby łysienia plackowatego rzekomego uznawane są zaburzenia o charakterze nerwowym jak również nieprawidłowe odżywienie włosów czy błędy w zakresie pielęgnacyjnym. Choroba może być również spowodowana chwilową utratą odporności w rejonie skóry głowy. Istnieją przypuszczenia zakładające, że wpływ na jej rozwój mogą mieć również czynniki takie jak między innymi silny stres (w tym stres chroniczny), środki chemiczne, zmiany hormonalne, alergie, predyspozycje genetyczne, infekcje wirusowe.

## Objawy i przebieg choroby
Łysienie plackowate rzekome objawia powstawaniem na skórze głowy ognisk różnego kształtu. Pierwsze symptomy łysienia plackowatego rzekomego dotykają głównie wierzchołka głowy, z czasem atakując również pozostałe okolice. Nazwa dolegliwości związana jest bezpośrednio z faktem, iż w miejscu pozbawionym włosów skóra przypomina bliznę. Chociaż w przypadku tej odmiany łysienia plackowatego nie następuje całkowite wyłysienie, to jednak w miejscach dotkniętych chorobą nie dochodzi również do ponownego odrostu włosów.

## Leczenie
Z racji na fakt, że przebieg dolegliwości łysienia plackowatego rzekomego jest trudny do przewidzenia, trudności przysparza również proces leczenia choroby. W wybranych przypadkach dolegliwość może ustąpić już po kilku miesiącach, jednak zdarza się, iż stan ten może przybrać stan przewlekły. Nie istnieje jedna, skuteczna terapia gwarantująca uzyskanie satysfakcjonujących rezultatów leczenia dolegliwości. Komfort życia skutecznie poprawiają peruki. Dzięki nowoczesnym technikom produkcji, peruki z włosów naturalnych lub włosów syntetycznych prezentują się bardzo naturalnie i są trudne do odróżnienia od naturalnych pasm.

Przeczytaj ostrzeżenie dotyczące informacji medycznych i pokrewnych zamieszczonych w Wikipedii.